# أندرو كيمبل
أندرو كيمبل (بالإنجليزية: Andrew Kimball)‏ هو مبشر أمريكي، ولد في 6 سبتمبر 1858، وتوفي في 31 أغسطس 1924.